# Shaedon Sharpe
Shaedon Sharpe (Ontário, 30 de maio de 2003) é um jogador canadense de basquete profissional que atualmente joga pelo Portland Trail Blazers da National Basketball Association (NBA).
Ele assinou com a Universidade de Kentucky, mas não jogou nenhuma partida universitária antes de partir para a NBA. Ele foi selecionado pelo Trail Blazers como a 7º escolha geral no draft da NBA de 2022.

## Carreira no ensino médio
Sharpe jogou basquete na Escola Secundária HB Beal em sua cidade natal, London, Ontário. Ele se mudou para a Sunrise Christian Academy em Bel Aire, Kansas, onde teve uma produção limitada no segundo ano. Em sua terceira temporada, Sharpe foi transferido para a Dream City Christian School em Glendale, Arizona, e assumiu um papel de liderança.

### Recrutamento
Sharpe era um recruta de cinco estrelas e foi o jogador número um na classe de 2022 antes de ser reclassificado. Sharpe não foi classificado pelos principais serviços de recrutamento no início de sua carreira no ensino médio e se tornou um dos melhores jogadores de sua classe em cerca de um ano, em parte devido ao seu sucesso na Nike Elite Youth Basketball League em 2021. Em 7 de setembro de 2021, ele se comprometeu a jogar basquete universitário pela Universidade de Kentucky. Ele foi o primeiro recruta número um a se comprometer com a universidade desde Nerlens Noel em 2012.
| Recrutamento | Recrutamento                           | Recrutamento              | Recrutamento       | Recrutamento   | Recrutamento          |
| Nome | Cidade Natal                           | Escola/Universidade       | Altura             | Peso           | Data da revisão       |
| --- | -------------------------------------- | ------------------------- | ------------------ | -------------- | --------------------- |
| Shaedon Sharpe SG | London, ON                             | Dream City Christian (AZ) | 6 ft 5 in (1.96 m) | 215 lb (98 kg) | 7 de Setembro de 2021 |
| Shaedon Sharpe SG | Recrutamento: Rivals: 247sports: ESPN: |                           |                    |                |                       |
| Classificação geral de novatos: 247Sports: 1º \| Rivals: 1º \| ESPN: 1º |                                        |                           |                    |                |                       |
| - Nota: Em muitos casos, Scout, Rivals, 247Sports e ESPN podem entrar em conflito em suas listas de altura e peso, nestes casos, a média foi obtida. A ESPN mede os calouros numa escala de 0 a 100. - Fonte: |                                        |                           |                    |                |                       |

## Carreira universitária
Sharpe se formou cedo no ensino médio com a intenção de não jogar em seu primeiro ano na Universidade de Kentucky e jogar na temporada de 2022–23. Em 7 de fevereiro de 2022, o técnico John Calipari anunciou que Sharpe não jogaria pelo time na temporada de 2021-22, após especulações de que jogaria e entraria no draft da NBA de 2022. Em 21 de abril, Sharpe se declarou para o draft, abrindo mão de sua elegibilidade universitária restante sem jogar.

## Carreira profissional

### Portland Trail Blazers (2022–Presente)
Sharpe foi selecionado pelo Portland Trail Blazers como a sétima escolha geral no draft da NBA de 2022. Ele se juntou à 6ª escolha geral, Bennedict Mathurin, como os únicos canadenses selecionados na primeira rodada daquele ano. Em 1º de julho de 2022, ele assinou um contrato de 4 anos e US$27.3 milhões com o Trail Blazers.
Em 8 de julho de 2022, em sua estreia na Summer League, Sharpe sofreu uma lesão no ombro após menos de seis minutos de jogo. Uma ressonância magnética revelou uma pequena lágrima labral em seu ombro esquerdo e Sharpe não pôde jogar pelo resto da Summer League. Em 19 de outubro de 2022, ele fez sua estreia na NBA e marcou 12 pontos na vitória por 115–108 sobre o Sacramento Kings. Em 29 de março de 2023, na derrota contra os Kings, Sharpe registrou 30 pontos, 7 rebotes e 7 assistências e se juntou a LeBron James, Kevin Durant e Luka Dončić como os únicos jovens a alcançar tais números em um jogo.
Em 9 de fevereiro de 2024, Sharpe passou por uma cirurgia abdominal. Em 9 de abril de 2024, a equipe anunciou que Sharpe perderia o restante da temporada.

## Estatísticas da carreira

### NBA

#### Temporada regular
| Ano      | Equipe   | PJ  | PT | MPJ  | AP   | 3P   | LL   | RT  | AS  | BR | TO | PPJ  |
| -------- | -------- | --- | -- | ---- | ---- | ---- | ---- | --- | --- | -- | -- | ---- |
| 2022–23  | Portland | 80  | 15 | 22.2 | .472 | .360 | .714 | 3.0 | 1.2 | .5 | .3 | 9.9  |
| 2023–24  | Portland | 32  | 25 | 33.1 | .406 | .333 | .824 | 5.0 | 2.9 | .9 | .4 | 15.9 |
| Carreira | Carreira | 112 | 40 | 27.6 | .439 | .346 | .768 | 4.0 | 2.0 | .7 | .3 | 12.9 |

Fonte: